# 高麗駅
高麗駅（こまえき）は、埼玉県日高市武蔵台一丁目にある、西武鉄道池袋線の駅である。駅番号はSI28。

## 歴史
- 1929年（昭和4年）9月10日：開業。
- 1977年（昭和52年）8月31日：駅改良工事が完了。
- 1996年（平成8年）4月1日：貨物営業廃止[1]。
- 2006年（平成18年）
  - 8月31日：バリアフリー化完成[2]。
  - 10月1日：特急券の窓口発売を開始。
- 2024年（令和6年）4月1日：駅係員によるインターホンでご案内する遠隔対応駅へ変更するとともに、窓口での切符等の販売を終了[3][4]。

## 駅構造
盛土上に島式ホーム1面2線を有する地上駅。
ホームと改札内コンコースとの間を連絡するエレベーターが設置されている。トイレは改札口を入って右側にあり、多機能トイレを併設する。時期によっては改札の外側からの利用となり、通常のトイレの他、吾野駅と同様に多客期専用トイレも設置されている（但し通常のトイレに併設）。毎年9月から10月にかけての巾着田の曼珠沙華開花期には、多数の乗降客に対応する目的でICカード専用の臨時改札口が、改札口の西側に隣接して設けられる。
例年9月頃になると、巾着田の曼珠沙華を見物する目的の観光客が当駅を利用する。その時期には当駅方面への臨時列車が増発され、特急「ちちぶ」が臨時停車する。2005年以降には当駅始発・終着の特急「むさし」が運転されている。ただし、2020年と2021年は新型コロナウイルス感染症（COVID-19）拡大のため臨時停車、および臨時列車の運行は中止となり、巾着田の曼珠沙華は刈り取られたという旨が掲示されている。また2015年以降、毎年初夏に年1回行われる「西武電車フェスタ in 武蔵丘車両検修場」の会場最寄り駅でもあり、開催日当日には当駅を利用することもあるため、飯能駅からの区間列車も運転される。また2024年には飯能駅から当駅までの臨時列車に加え、特急「ちちぶ」号の一部列車が当駅に臨時停車し、事前予約制の会場直通バスの代替分として輸送力を確保した。

### のりば
| ホーム | 路線   | 方向 | 行先                 |
| ------ | ------ | ---- | -------------------- |
| 1      | 池袋線 | 下り | 吾野・西武秩父方面   |
| 2      | 池袋線 | 上り | 飯能・所沢・池袋方面 |

行き違いがある場合、停車列車を1番ホームに止め、通過列車は2番ホームを通過する。行き違いがない場合も上下線ともに2番ホームを通過する。
（出典：西武鉄道:駅構内図）
- かつては駅構内にセメント貨物列車積み下ろしの基地が設けられていた。

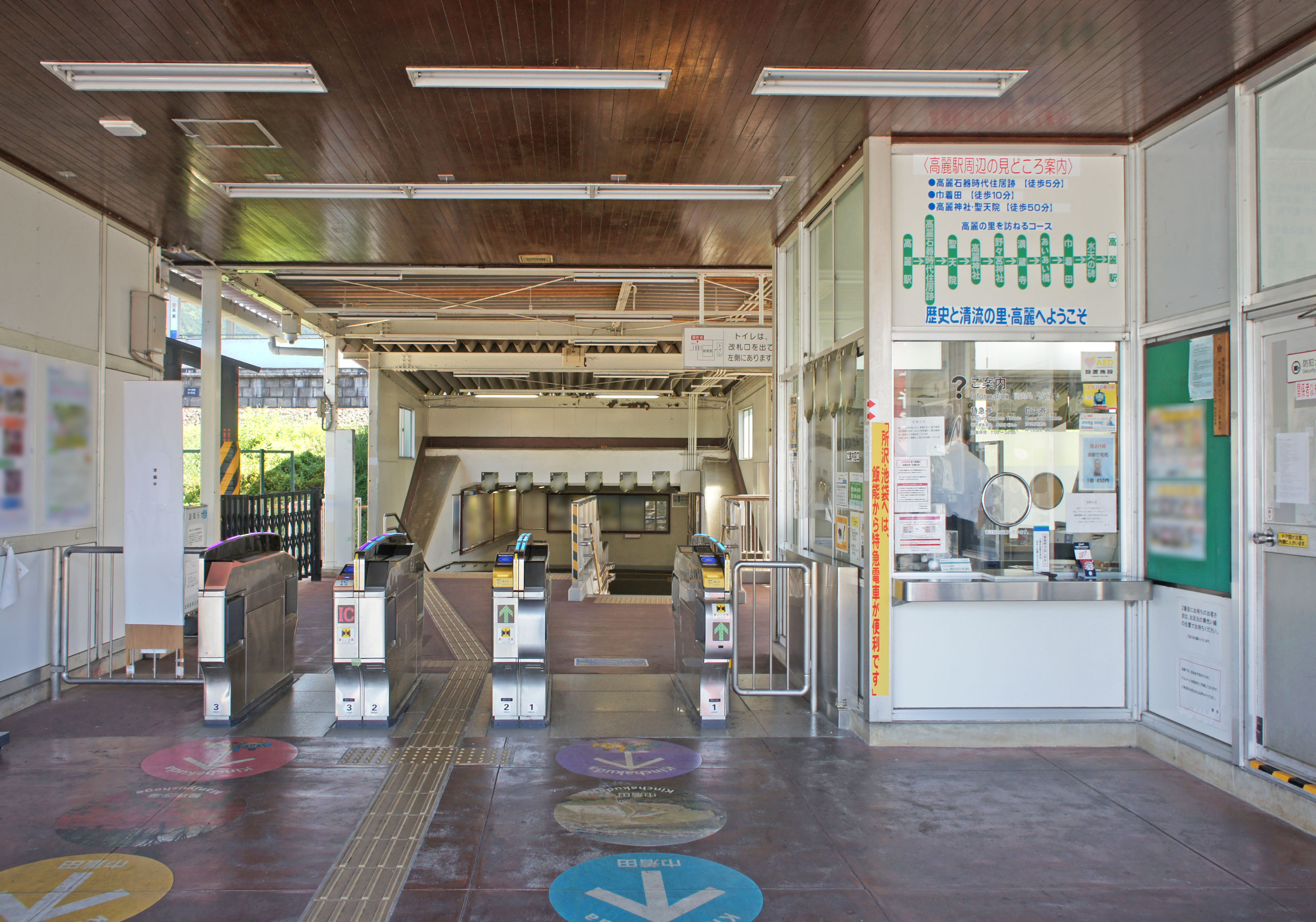
改札口（2022年7月）
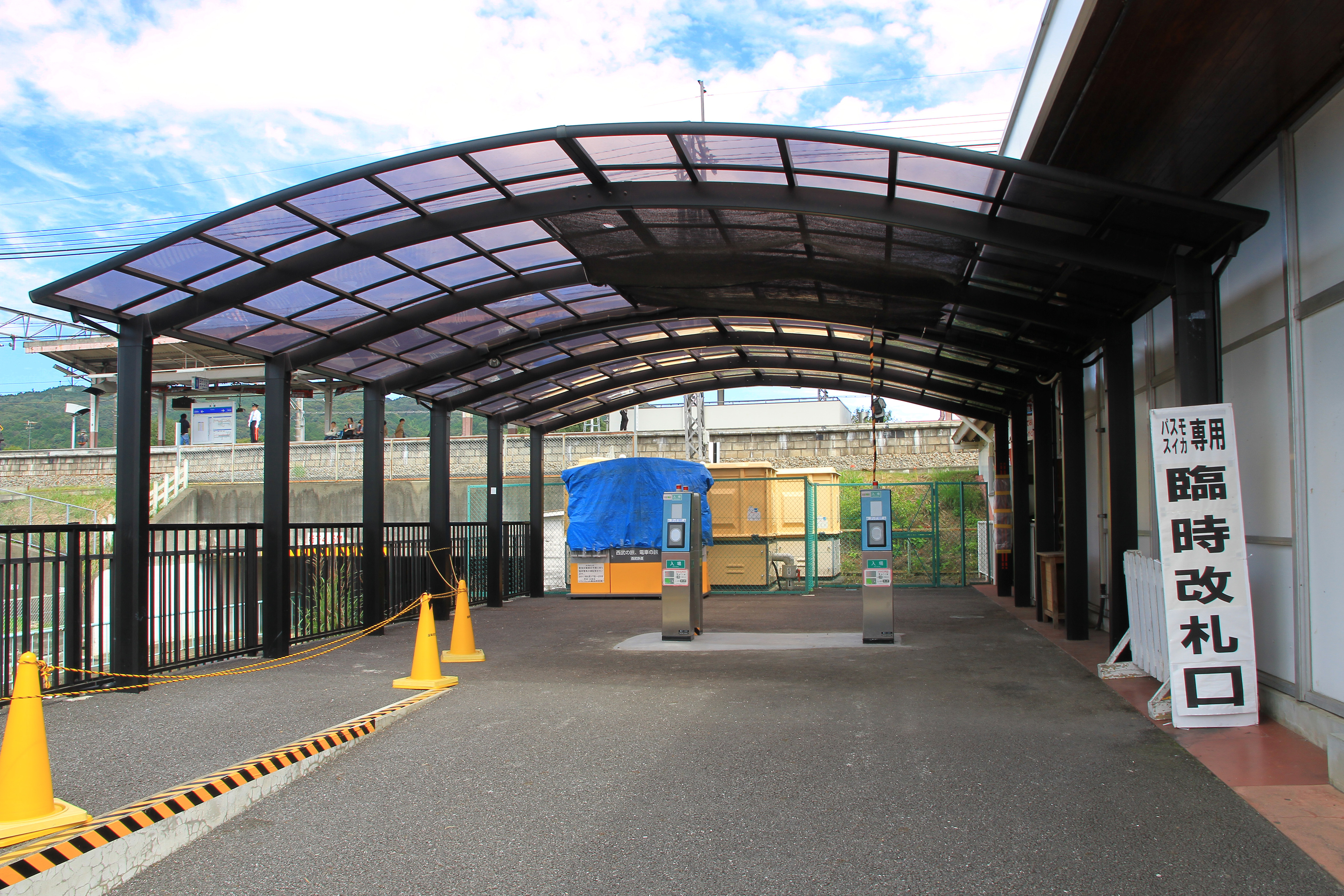
臨時改札口（2011年9月）
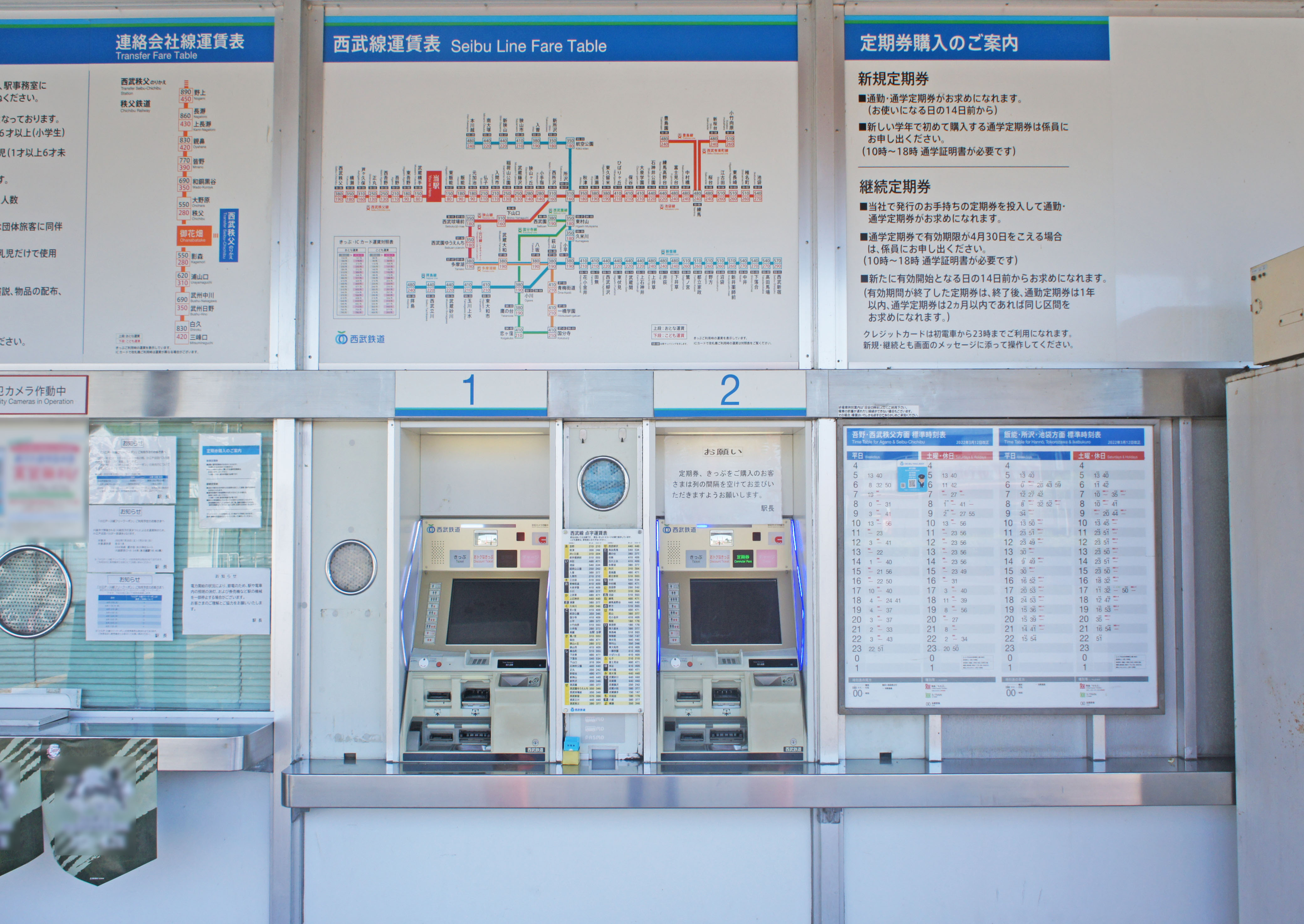
自動券売機（2022年7月）
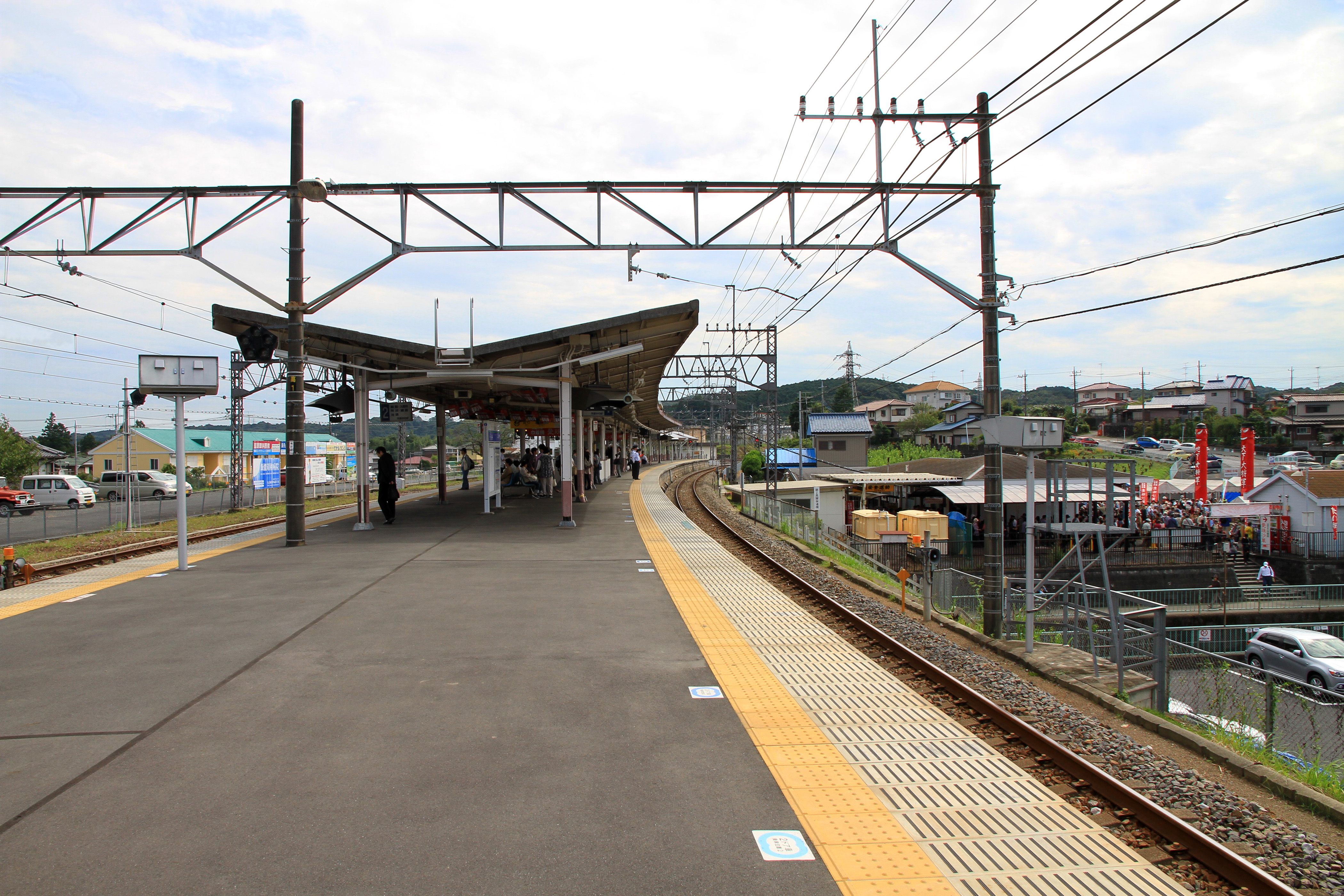
ホーム（2011年9月）

## 利用状況
- 西武鉄道 - 2024年度の1日平均乗降人員は2,189人である[西武 1]。
西武鉄道全92駅中84位。

近年の1日平均乗降・乗車人員の推移は下記の通りである。
| 年度               | 1日平均 乗降人員 | 1日平均 乗車人員 | 出典              |
| ------------------ | ---------------- | ---------------- | ----------------- |
| 1992年（平成04年） |                  | 3,279            |                   |
| 1993年（平成05年） |                  | 3,300            |                   |
| 1994年（平成06年） |                  | 3,297            |                   |
| 1995年（平成07年） |                  | 3,275            |                   |
| 1996年（平成08年） |                  | 3,173            |                   |
| 1997年（平成09年） | 6,136            | 3,094            |                   |
| 1998年（平成10年） | 5,896            | 3,013            |                   |
| 1999年（平成11年） | 5,844            | 2,987            | [ 埼玉県統計 1 ]  |
| 2000年（平成12年） | 5,531            | 2,795            | [ 埼玉県統計 2 ]  |
| 2001年（平成13年） | 5,430            | 2,726            | [ 埼玉県統計 3 ]  |
| 2002年（平成14年） | 5,356            | 2,704            | [ 埼玉県統計 4 ]  |
| 2003年（平成15年） | 5,135            | 2,575            | [ 埼玉県統計 5 ]  |
| 2004年（平成16年） | 4,870            | 2,440            | [ 埼玉県統計 6 ]  |
| 2005年（平成17年） | 4,673            | 2,337            | [ 埼玉県統計 7 ]  |
| 2006年（平成18年） | 4,432            | 2,204            | [ 埼玉県統計 8 ]  |
| 2007年（平成19年） | 4,237            | 2,103            | [ 埼玉県統計 9 ]  |
| 2008年（平成20年） | 4,024            | 2,003            | [ 埼玉県統計 10 ] |
| 2009年（平成21年） | 3,994            | 1,986            | [ 埼玉県統計 11 ] |
| 2010年（平成22年） | 3,405            | 1,701            | [ 埼玉県統計 12 ] |
| 2011年（平成23年） | 3,221            | 1,615            | [ 埼玉県統計 13 ] |
| 2012年（平成24年） | 3,111            | 1,568            | [ 埼玉県統計 14 ] |
| 2013年（平成25年） | 2,978            | 1,508            | [ 埼玉県統計 15 ] |
| 2014年（平成26年） | 2,855            | 1,447            | [ 埼玉県統計 16 ] |
| 2015年（平成27年） | 2,955            | 1,495            | [ 埼玉県統計 17 ] |
| 2016年（平成28年） | 2,737            | 1,378            | [ 埼玉県統計 18 ] |
| 2017年（平成29年） | 2,745            | 1,387            | [ 埼玉県統計 19 ] |
| 2018年（平成30年） | 2,694            | 1,366            | [ 埼玉県統計 20 ] |
| 2019年（令和元年） | 2,597            | 1,313            | [ 埼玉県統計 21 ] |
| 2020年（令和02年） | 1,690            |                  |                   |
| 2021年（令和03年） | 1,896            |                  |                   |
| 2022年（令和04年） | 2,183            |                  |                   |
| 2023年（令和05年） | 2,241            |                  |                   |
| 2024年（令和06年） | 2,189            |                  |                   |

## 駅周辺
駅前広場には、高麗神社にちなみ、「天下大将軍」「地下女将軍」と表記された、朝鮮半島の道祖神「将軍標」が建てられている。
- こま武蔵台ニュータウン
- 国道299号
- 埼玉県道15号川越日高線
- 巾着田
- 日和田山
- 物見山
- 高麗村石器時代住居跡
- 高麗郷古民家
- 高麗神社
- 聖天院
- 高麗家住宅
- 朝採れフォーム高麗郷
- 日高市立高麗郷民俗資料館
- 医療法人和会武蔵台病院
- 日高の里
- 高麗武蔵台郵便局
- 日高市役所 高麗出張所・日高市高麗公民館
- 日高市役所 武蔵台出張所・日高市武蔵台公民館

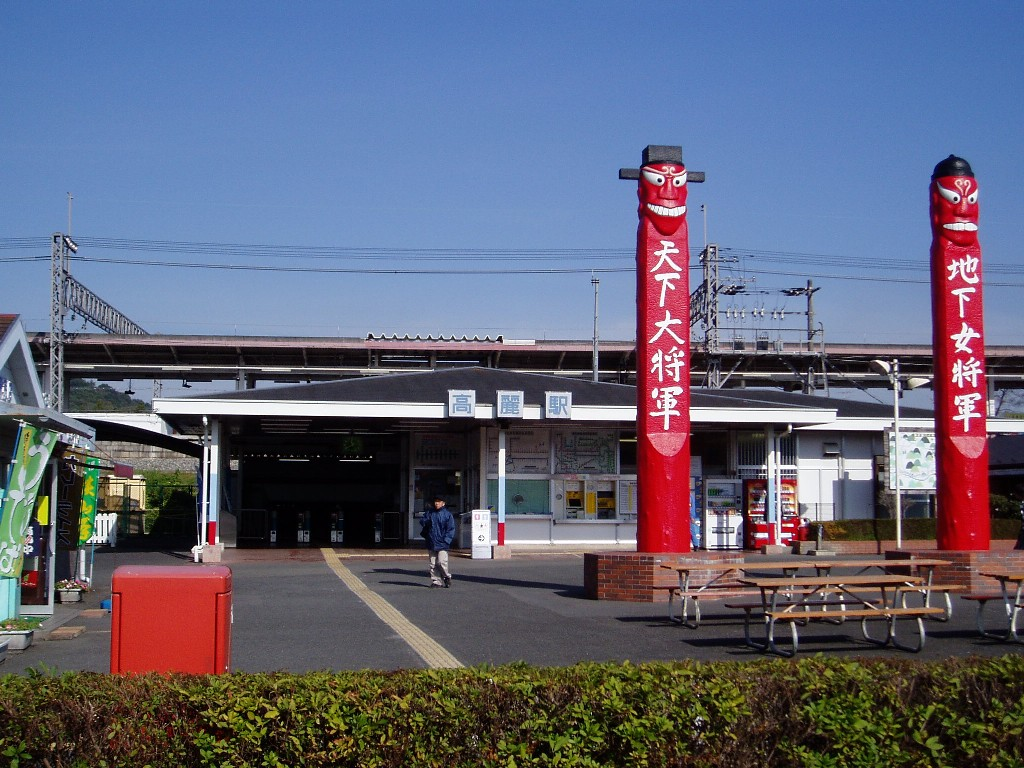
駅前広場にある将軍標（2006年11月）
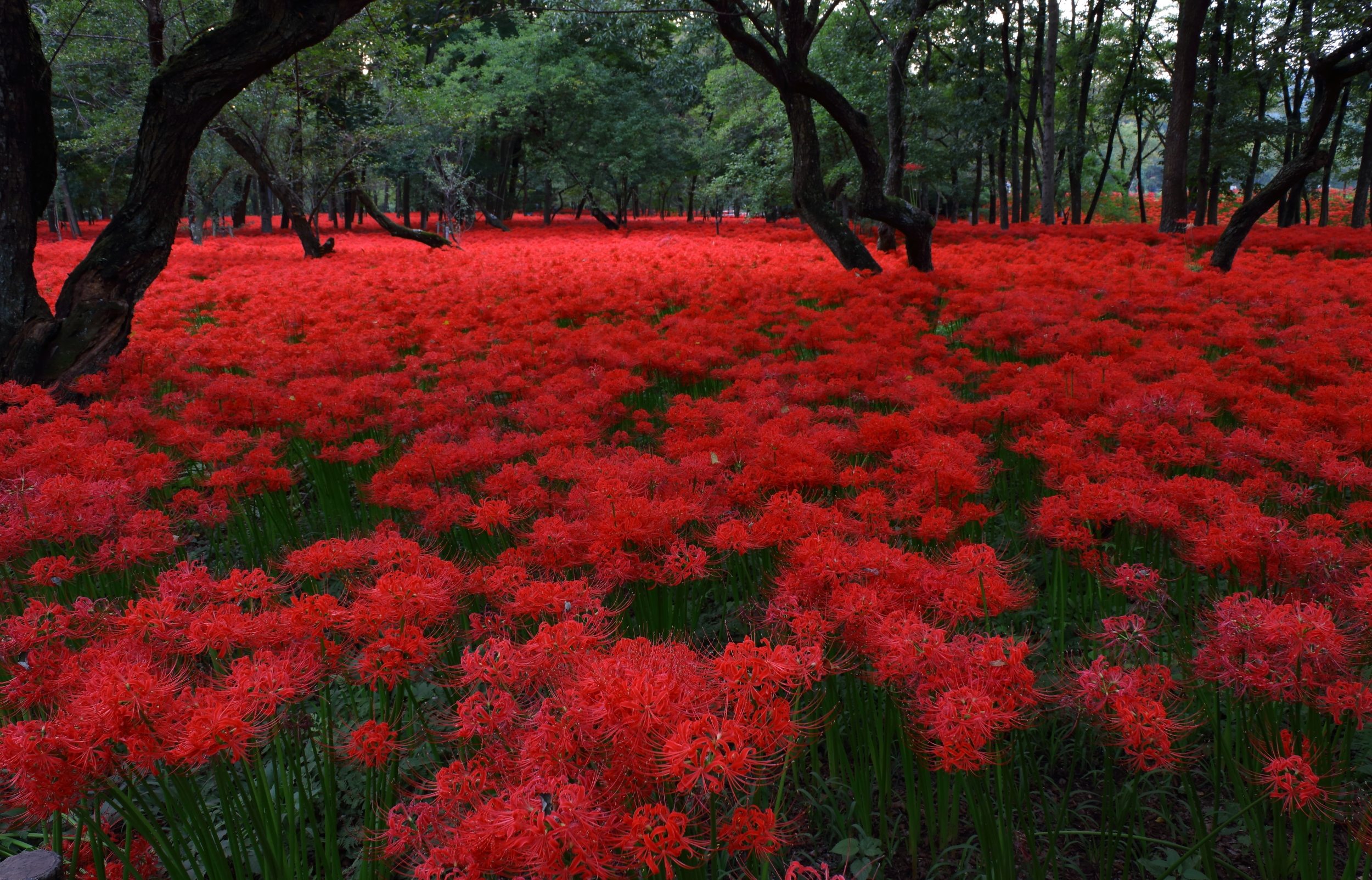
彼岸花が群生する秋の巾着田（2015年9月）

### バス路線
「高麗駅」停留所にて、国際興業バス（飯能営業所担当）が運行する路線バスが発着する。
- 飯12-2・医大31・医大32：飯能駅 ※「飯12-2」はこま武蔵台循環線
- 医大31：埼玉医大（毛呂山）
- 医大32：埼玉医大国際医療センター ※平日の朝のみ運行

## 隣の駅
西武鉄道

 池袋線
東飯能駅 (SI27) - （北飯能信号場） - （武蔵丘信号場） - 高麗駅 (SI28) - 武蔵横手駅 (SI29)
- 北飯能信号場と武蔵丘信号場の間は複線区間になっている。